# Blue Moon (Hamilton)
Blue Moon è un romanzo horror di Laurell K. Hamilton, l'ottavo della serie di Anita Blake - Cacciatrice di vampiri, pubblicato in lingua originale nel 1998 e in Italia nel 2008.

## Trama
In questo romanzo Anita Blake si troverà a dover scagionare il suo ex-ragazzo Richard Zeeman da un'accusa di stupro e che con questo fine si reca in Tennessee; quando però lo incontra, si troverà in situazioni oscure che la porteranno al vero motivo per cui è stata chiamata in Tennessee. Dopo aver liberato Richard, Anita sarà coinvolta in molteplici lotte per la supremazia tra la comunità dei vampiri e quella dei licantropi, durante le quali scoprirà, con disgusto, di aver sviluppato nuove capacità in quanto negromante. Fortunatamente uscirà da questi “scontri” sempre vincitrice e capirà che per poter continuare ad essere considerata la “Nimir-Ra” dei leopardi mannari e la Lupa dal branco di Richard, dovrà rinunciare al suo amore per lui e per Jean-Claude, il master di St. Louise; dovrà dedicarsi completamente ad imparare come sfruttare i marchi che le sono stati imposti e incanalare le sue energie di negromante.

## Edizioni
- Laurell K. Hamilton, Blue Moon, Editrice Nord, 2008, ISBN 88-429-1539-4.
- Laurell K. Hamilton, Blue Moon, TEA, 2010, ISBN 978-88-502-2074-8.